# Mark Fawcett
Mark Fawcett (* 17. Januar 1972 in Saint John) ist ein ehemaliger kanadischer Snowboarder.

## Werdegang
Fawcett fuhr zu Beginn der Saison 1996/97 in Whistler erstmals im Snowboard-Weltcup der FIS und belegte dabei den vierten Platz im Riesenslalom. Beim folgenden Weltcup in Sun Peaks holte er im Riesenslalom seinen ersten Weltcupsieg. Es folgte ein weiterer Sieg im Riesenslalom in Bardonecchia und Rang drei am Mount Bachelor. Er erreichte damit den 35. Platz im Gesamtweltcup und den sechsten Rang im Riesenslalom-Weltcup. Nach Platz drei im Riesenslalom und Rang eins im Super G in Whistler zu Beginn der Saison 1997/98, wurde er kanadischer Meister im Parallelslalom und fuhr bei seiner ersten Olympiateilnahme im Februar 1998 in Nagano auf den 29. Platz im Riesenslalom. In der Saison 1998/99 siegte er im Super G am Mount Bachelor, errang in Whistler den zweiten Platz im Super G und erreichte damit den 43. Platz im Gesamtweltcup. In der folgenden Saison holte er im Riesenslalom in Ischgl seinen fünften und damit letzten Weltcupsieg und errang damit den 37. Platz im Gesamtweltcup. Bei den Snowboard-Weltmeisterschaften 2001 in Madonna di Campiglio wurde er Zwölfter im Parallelslalom und Siebter im Riesenslalom. Im folgenden Jahr belegte er bei den Olympischen Winterspielen in Salt Lake City den 17. Platz im Parallel-Riesenslalom. In der Saison 2002/03 kam er in Valle Nevado mit Platz zwei im Parallel-Riesenslalom letztmals im Weltcup aufs Podest und absolvierte in Whistler seinen letzten Weltcup, den er auf dem 35. Platz im Parallelslalom beendete.

## Teilnahmen an Weltmeisterschaften und Olympischen Winterspielen

### Olympische Winterspiele
- 1998 Nagano: 29. Platz Riesenslalom
- 2002 Salt Lake City: 17. Platz Parallel-Riesenslalom

### Snowboard-Weltmeisterschaften
- 2001 Madonna di Campiglio: 7. Platz Riesenslalom, 12. Platz Parallelslalom

## Weltcupsiege und Weltcup-Gesamtplatzierungen

### Weltcupsiege
| Nr. | Datum             | Ort            | Disziplin    |
| --- | ----------------- | -------------- | ------------ |
| 1.  | 18. Dezember 1996 | Sun Peaks      | Riesenslalom |
| 2.  | 8. März 1997      | Bardonecchia   | Riesenslalom |
| 3.  | 11. Dezember 1997 | Whistler       | Super G      |
| 4.  | 15. Dezember 1998 | Mount Bachelor | Super G      |
| 5.  | 5. Februar 2000   | Ischgl         | Riesenslalom |

### Weltcup-Gesamtplatzierungen
| Saison    | Gesamt | Gesamt | Parallel | Parallel | Parallel-Riesenslalom | Parallel-Riesenslalom | Parallelslalom | Parallelslalom | Riesenslalom | Riesenslalom |
| Saison    | Punkte | Platz  | Punkte   | Platz    | Punkte                | Platz                 | Punkte         | Platz          | Punkte       | Platz        |
| --------- | ------ | ------ | -------- | -------- | --------------------- | --------------------- | -------------- | -------------- | ------------ | ------------ |
| 1996/97   | 346    | 35.    | -        | -        | -                     | -                     | -              | -              | 3460         | 6.           |
| 1997/98   | 160    | 74.    | -        | -        | -                     | -                     | -              | -              | -            | -            |
| 1998/99   | 277    | 43.    | -        | -        | -                     | -                     | -              | -              | -            | -            |
| 1999/2000 | 280    | 37.    | 412      | 37.      | 412                   | 37.                   | -              | -              | -            | -            |
| 2000/01   | 196    | 46.    | -        | -        | -                     | -                     | 731            | 36.            | -            | -            |
| 2001/02   | -      | -      | 800      | 16.      | 794                   | 33.                   | 42             | 70.            | 360          | 7.           |
| 2002/03   | -      | -      | 820      | 33.      | -                     | -                     | -              | -              | -            | -            |